# Amőboid mozgás

A ráksejtek amőboid mozgással vándorolnak a szervezetben

Az amőboid mozgás vagy állábas mozgás jellemzően az amőbák és bizonyos fagocitáló sejtek által végzett citoplazmaáramlással történő aktív helyváltoztatási forma, mely alakváltozással jár együtt.

## Típusai
Az állábakkal való helyváltoztatásnak két módja van. Az úgynevezett áramlási típus esetében a citoplazma beömlik a lebenybe, és ennek következtében a sejt más részeiből elfogy a citoplazma. A másik esetben a kinyújtott állábak megtapadnak az aljzaton, majd megrövidülve maguk után húzzák a sejt többi részét. Ezt lépegető típusnak nevezzük.

## Amőbáknál
Néhány gömb formájú amőba esetében a helyváltoztatás úgy történik, hogy környezeti hatásokra a sejtplazma egyik oldalán csökken a felületi feszültség, és a plazma a belső nyomás hatására a legkisebb ellenállás irányába áramlik. Szinte az összes gyökérlábúnál (valamint néhány ostoros moszatnál) a kisebb felületi feszültségű helyeken kiáramlik a sejtből egy kevés citoplazma, és addig duzzad, amíg a sejtben kiegyenlítődnek a feszültségi viszonyok. E képződményeket állábaknak (pseudopodium) nevezzük. A limax formájú amőbák csoportjába tartozó, szabadon élő fajok másodpercenként 1 μm-t tesznek meg, ami azt jelenti, hogy egy 1 mm-es út megtételéhez kb. 17 percre van szükségük. A bélben élő bélamőbák 37 °C-os hőmérsékleten másodpercenkénti 30-50 μm-es sebességgel haladnak, tehát 15 perc alatt akár 27–45 mm-t is megtehetnek.